# کولویل (یوتا)
کولویل (به انگلیسی: Coalville) شهری در ایالت یوتا کشور ایالات متحده آمریکا است که جمعیت آن در سرشماری سال ۲۰۱۰ میلادی، ۱٬۳۶۳ نفر بوده‌است.